# Mayo Thompson
Mayo Thompson (Houston, 26 febbraio 1944) è un musicista e artista statunitense, fondatore e unico membro permanente dei Red Krayola.

## Biografia
Thompson formò i Red Crayola (presto rinominati Red Krayola) nel 1966 mentre studiava presso la University of St. Thomas. La band, nata nel contesto della nascente scena psichedelica di Houston, comprendeva i compagni di studi Frederick Barthelme (figlio dello scrittore Donald Barthelme) e Steve Cunningham, più una fitta schiera di musicisti anonimi soprannominati The Familiar Ugly. Durante i primi anni settanta, Thompson lavorò come assistente di Robert Rauschenberg ma, pochi anni dopo, insoddisfatto dall'arte statunitense, si trasferì a Londra, ove divenne membro degli Art & Language. Durante gli anni ottanta, Thompson registrò alcuni dischi con i Pere Ubu, e collaborò in un album assieme a Conny Plank e Dieter Moebius dei Cluster. Nei primi anni novanta, Thompson incontrò il chitarrista d'avanguardia David Grubbs che gli offrì la possibilità di pubblicare nuova musica con i Red Krayola per la Drag City. Thompson accettò l'offerta di Grubbs, e la band, che allora comprendeva membri di importanti band post rock come i Gastr del Sol e Tortoise, pubblicò alcuni album fino alla metà del decennio tramite l'etichetta chicagoana. Oltre a essere un musicista, Mayo Thompson è anche un artista visivo. Le sue opere d'arte sono state esposte al MOCA di Los Angeles, e alle Galerie Buchholz di New York e Berlino.

## Discografia parziale

### Discografia solista

#### Album in studio
- 1969 – Corky's Debt To His Father
- 1998 – Ludwig's Law (con Moebius e Conny Plank)
- 2009 – Shotgun Wedding (con gli Sven-Åke Johanssons Quintett)

### Nei gruppi

#### Nei Red Krayola

##### Album in studio
- 1967 – The Parable of Arable Land
- 1968 – God Bless the Red Krayola and All Who Sail with It
- 1970 – Corky's Debt To His Father
- 1975 – Soldier Talk
- 1976 – Corrected Slogans
- 1981 – Kangaroo?
- 1983 – Black Snake
- 1994 – Red Krayola
- 1995 – Coconut Hotel
- 1996 – Hazel
- 1999 – Fingerpainting

#### Nei Pere Ubu

##### Album in studio
- 1980 – The Art of Walking
- 1982 – Song of the Bailing Man

##### Album dal vivo
- 1989 – One Man Drives While the Other Man Screams